# L'Aulina de la Creu
L'Aulina de la Creu és una muntanya de 506 metres que es troba entre els municipis de les Planes d'Hostoles i de Sant Aniol de Finestres, a la comarca catalana de la Garrotxa.